# Пустошка 2-я
Пустошка 2-я — деревня в Ржевском районе Тверской области. Входит в состав сельского поселения Медведево.

## География
Находится в южной части Тверской области на расстоянии приблизительно 15 км по прямой на юг-юго-запад от вокзала станции Ржев-Балтийский.

## История
Деревня была отмечена еще на карте Менде (состояние местности на 1848 год). В 1859 году здесь (деревня Пустошка Зубцовского уезда Тверской губернии) было учтено 7 дворов, в 1939—16.

## Население
Численность населения: 71 человек (1859 год), 7 (русские 100 %) в 2002 году, 1 в 2010.